# Distribuzione logistica
In teoria delle probabilità la distribuzione logistica è una distribuzione di probabilità continua definita sui numeri reali e legata all'equazione logistica descritta dal matematico belga Pierre François Verhulst.
Viene utilizzata in molti degli ambiti che descrivono modelli di crescita tramite l'equazione logistica.

## Definizione
La distribuzione logistica è una distribuzione di probabilità la cui funzione di ripartizione risolve l'equazione logistica
{\displaystyle F'={\frac {1}{s}}F(1-F),}
con {\displaystyle s>0.}
La distribuzione logistica di parametri {\displaystyle (s,\mu )} ha funzione di ripartizione
{\displaystyle F(x)={\frac {1}{1+e^{-{\frac {x-\mu }{s}}}}},}
e funzione di densità di probabilità
{\displaystyle f(x)=F'(x)={\frac {e^{-{\frac {x-\mu }{s}}}}{s\left(1+e^{-{\frac {x-\mu }{s}}}\right)^{2}}}.}
Le due funzioni possono anche essere espresse in termini di funzioni iperboliche come
{\displaystyle f(x)={\tfrac {1}{4s}}(\cosh {\tfrac {x-\mu }{2s}})^{-2},}
{\displaystyle F(x)={\tfrac {1}{2}}+{\tfrac {1}{2}}\tanh {\tfrac {x-\mu }{2s}},}
dove {\displaystyle \cosh(t)={\tfrac {e^{t}+e^{-t}}{2}}} è il coseno iperbolico e {\displaystyle \tanh(t)={\tfrac {e^{x}-e^{-x}}{e^{x}+e^{-x}}}} la tangente iperbolica.

### Caratteristiche
La distribuzione logistica di parametri {\displaystyle (s,\mu )} ha densità di probabilità simmetrica rispetto a {\displaystyle \mu }, dove assume il valore massimo. In particolare ha speranza matematica, mediana e moda pari a {\displaystyle \mu }, mentre il suo indice di asimmetria è {\displaystyle 0.}
I quantili {\displaystyle q_{\alpha }} di ordine {\displaystyle \alpha } possono essere determinati tramite l'inversa della funzione di ripartizione,
{\displaystyle q_{\alpha }=F^{-1}(\alpha )=\mu +s\log {\tfrac {\alpha }{1-\alpha }}.}
La funzione {\displaystyle \log {\tfrac {x}{1-x}}} è detta funzione logit.
I momenti centrali della distribuzione sono
{\displaystyle m_{k}=\int _{\mathbb {R} }(x-\mu )^{k}f(x)dx=\int _{\mathbb {R} }(x-\mu )^{k}dF(x)=\int _{0}^{1}\left(s\log {\tfrac {t}{1-t}}\right)^{k}dt=s^{k}\pi ^{k}(2^{k}-2)|B_{k}|,}
dove {\displaystyle B_{k}} è il {\displaystyle k}-esimo numero di Bernoulli.
In particolare la distribuzione ha varianza {\displaystyle {\frac {\pi ^{2}}{3}}s^{2}} e coefficiente di curtosi {\displaystyle \gamma _{2}={\frac {6}{5}}.}

## Altre distribuzioni
La distribuzione log-logistica (o loglogistica) è la distribuzione di probabilità di una variabile aleatoria {\displaystyle X} il cui logaritmo {\displaystyle \log X} segua la distribuzione logistica.